# U 12 (U-Boot, 1914)
U 12 war ein U-Boot der k.u.k. Kriegsmarine, welches in der Whitehead-Werft in Fiume auf eigene Rechnung der Werft gebaut wurde.

## Bau und Indienststellung
Das Boot wurde als SS-3 in der Werft von Robert Whitehead in Fiume gebaut. Whitehead ließ das Boot entwickeln, ohne dafür einen konkreten Auftrag zu haben. Beim Bau folgte man den Entwürfen von John Philip Holland, nach denen bereits die Schwesterboote U 5 und U 6 gebaut wurden. Nach dem Stapellauf im März 1911 versuchte Whitehead das Boot an die k. u. k. Kriegsmarine zu verkaufen. Im Kriegsministerium in Wien wurde der Ankauf jedoch abgelehnt, da bereits U 5 und U 6 in Dienst genommen wurden und deren Einsatzbereitschaft noch ausstand. Whitehead versuchte drei Jahre lang einen Käufer für das Tauchboot zu finden. Die Oberkommandos der Marinen von Peru, Portugal, Brasilien, Bulgarien und den Niederlanden zeigten kein Interesse, sodass Whitehead schlussendlich die k.u. k. Kriegsmarine in einem zweiten Anlauf von einem Kauf überzeugen konnte. Bei Ausbruch des Ersten Weltkriegs war das Boot noch immer unbezahlt und wurde im August 1914 als U 12 in Dienst gestellt.
Als Kommandant wurde der erst 28-jährige Linienschiffsleutnant Egon Lerch abkommandiert, der U 12 bis zum Untergang führte.

## Technik
Es war mit zwei Sechs-Zylinder-Benzinmotoren mit 500 PS und zwei Elektromotoren mit 230 PS ausgestattet.
Die Bewaffnung bestand aus jeweils zwei Torpedorohren am Bug und Heck mit vier Torpedos. Zusätzlich führte das Schiff ein 5,7-cm-Geschütz mit.
Es war 32,1 m lang, 4,2 m breit, hatte einen Tiefgang von 3,9 m sowie eine Verdrängung von 240 Tonnen über und 273 Tonnen unter Wasser.

## Einsatz und Verbleib

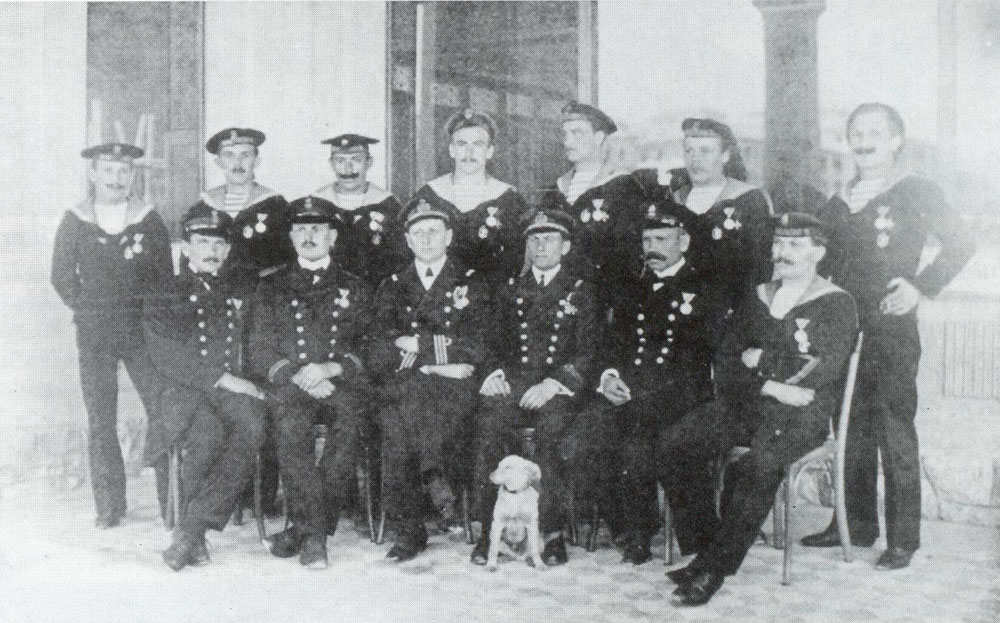
Besatzungsmitglieder der U 12 nach einer Ordensverleihung, erhalten nach der Torpedierung der Jean Bart

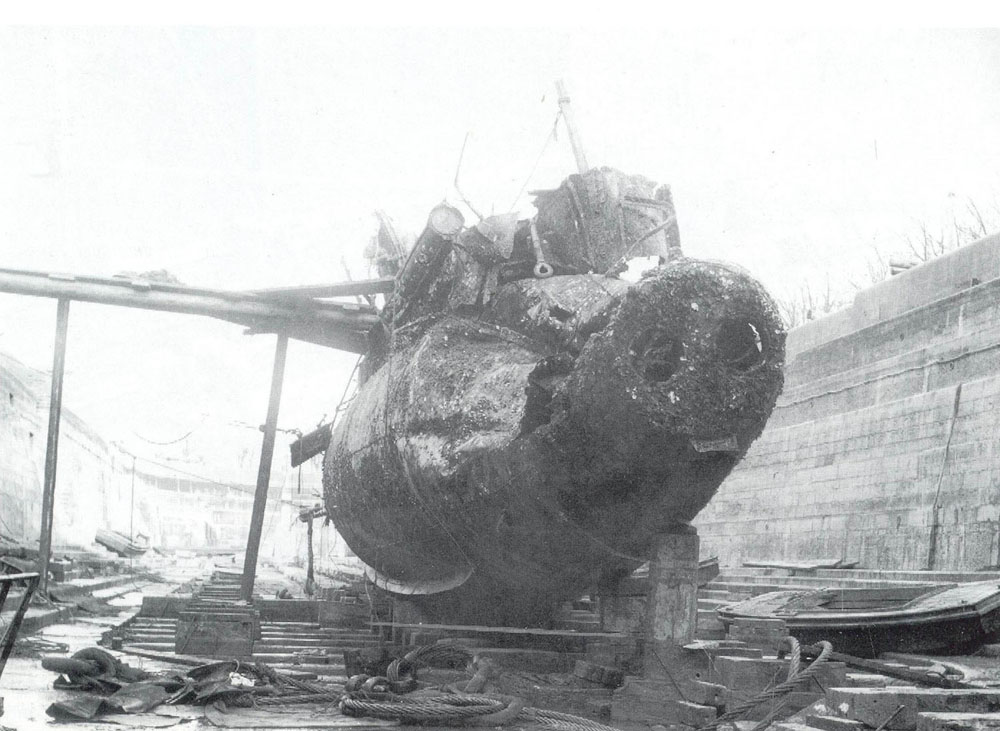
Das gehobene Wrack kurz vor der Verschrottung

Eine der ersten Kampfhandlungen in die U 12 verwickelt war, führte zu einem Torpedotreffer an einem gegnerischen Schlachtschiff. In der Straße von Otranto torpedierte U 12 das französische Schlachtschiff Jean Bart, konnte das Schiff aber nicht versenken. Die Jean Bart eskortierte einen Geleitzug und war nur mit langsamer Fahrt unterwegs. Das Großlinienschiff erhielt den Treffer knapp vor der Munitionskammer, konnte aber trotz schwerer Schäden einen Hafen auf Malta erreichen. Wenige Wochen später versenkte das U-Boot ein griechisches Frachtschiff; es ist das einzige offiziell bekannte Schiff, das von U 12 versenkt wurde.
Im August 1915 wurde das Boot zur Minensuche in den Golf von Venedig abkommandiert. Dort wurde U 12 am 6. August 1915 vom italienischen Zerstörer Rosolino Pilo gerammt und schwer beschädigt. Zwei Tage später hörten italienische Seeleute auf einem Baggerschiff an der Stelle der Kollision eine heftige Unterwasserexplosion. Taucher fanden kurz drauf das Wrack von U 12 am Meeresboden. Eine Seemine hatte den Bug aufgerissen und alle 17 Besatzungsmitglieder in den Tod gerissen. Das Wrack wurde ein Jahr später von der italienischen Marine gehoben und in den Hafen von Venedig verbracht. Die siebzehn Leichen wurden auf dem venezianischen Friedhof San Michele bestattet. U 12 war das erste k. u. k. U-Boot, das im Krieg verloren ging.